# Marcelino Ugarte

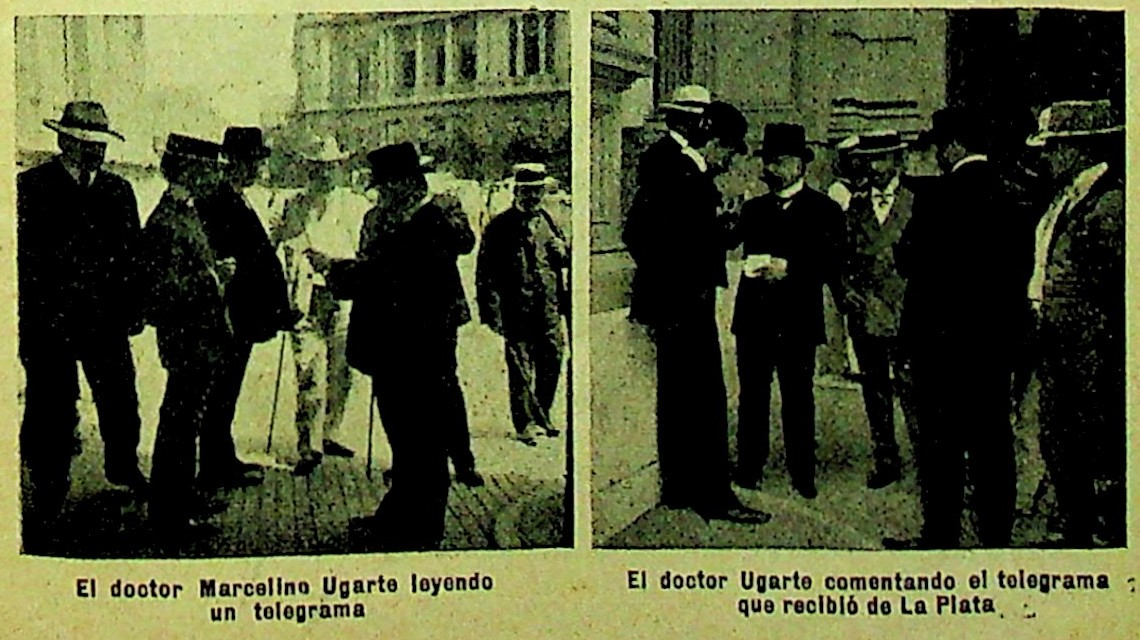
Marcelino Ugarte el 4 de febrero de 1905 frente a la casa de gobierno, durante la revolución radical de 1905.

Marcelino Ugarte (Buenos Aires, 28 de mayo de 1855 - Ib., 6 de agosto de 1929) fue un político argentino, gobernador de la provincia de Buenos Aires en los períodos 1902 - 1906 y 1914 - 1917.

## Biografía
Ugarte era hijo de Adela Lavalle y Marcelino Ugarte (padre). Su padre fue un abogado que ejerció como miembro de la Corte Suprema de Justicia y también Ministro de Relaciones Exteriores de la Nación, entre septiembre de 1867 y enero de 1868, durante la presidencia de Bartolomé Mitre, siendo precedido y sucedido por Rufino de Elizalde.
Siendo joven inició sus estudios en la Universidad de Buenos Aires, abandonándolos tiempo después para iniciarse en la vida política. 
En 1878 fue elegido diputado provincial, pero renunció al cargo dado los fuertes rumores de fraude en esas elecciones. En 1888 fue elegido senador provincial y cuatro años más tarde, en 1892, electo diputado nacional por la Provincia de Buenos Aires. En esos años también fue presidente de la Caja de Conversión.
Entre 1898 y 1900 fue Ministro de Hacienda de Buenos Aires, durante la gobernación de Bernardo de Irigoyen, siendo electo en ese último año diputado nacional nuevamente, cargo que ejerce hasta 1902, al renunciar para asumir como gobernador de su provincia. 
Durante su mandato al frente de la provincia intentó reformar la Constitución provincial, sin conseguirlo. Promovió la reforma de los Códigos de Procedimientos Civil, Comercial y Penal.
En su mensaje final a la Legislatura, el 1º de mayo de 1906, expresó:

Me he empeñado en ser justo y sobrio en administración; he sentido amor por mi obra; nunca me atrajo la tarea de cultivar enconos; me he preocupado de ejercer el gobierno con los ojos abiertos hacia todos los rumbos, y desciendo hoy con la satisfacción íntima de haberme dado en la integridad de mí mismo al bien de la provincia, lleno de gratitud al gran partido que me ha acompañado a cruzar tantas vicisitudes, hacia la H. Legislatura y mis distinguidos consejeros, sin excluir la oposición que, con su actitud, sólo ha conseguido forjar la obra y, tal vez, a los obreros.

Se dedica entonces a la organización interna del Partido Autonomista Nacional. En 1913 asume como senador nacional por su provincia, cargo al que renuncia en 1914 tras volver a ser electo gobernador (por 87 a 7 electores, en elecciones donde el Partido Radical no presentó candidato, siendo la única oposición el Partido Socialista con Alfredo Palacios).
Cuando se aproximan las elecciones para Presidente de la Nación de 1916, Ugarte se dedica a la campaña política para oponerse al avance del radicalismo, y luego a la cuestión del colegio electoral, que en un principio parecía inclinarse a su favor pero finalmente le dio el triunfo por primera vez al radical Hipólito Yrigoyen.
Las fórmulas presidenciales en esas elecciones de 1916 fueron de los radicales con Hipólito Yrigoyen y Pelagio Luna, del Partido Demócrata Progresista con Lisandro de la Torre y Alejandro Carbó, y del socialismo con Juan B. Justo y Nicolás Repetto. El Partido Conservador bonaerense que presidía Ugarte, a quien sus adversarios más acérrimos apodaban "el petiso orejudo", y sus aliados, no proclamaron candidatos a Presidente. En efecto, los grupos conservadores confiaban en que las elecciones primarias no serían decisivas y cifraban su estrategia en una segunda instancia ante el Colegio Electoral.
Las elecciones dieron como resultado la primacía del radicalismo yrigoyenista con 133 electores, seguido por los conservadores con 104, los demócratas progresistas con 20, los socialistas, 14 y por último los disidentes radicales de Santa Fe con 19. Pero, para el triunfo final de Yrigoyen ante el Colegio Electoral, era necesario el voto de los 19 electores de los radicales disidentes de Santa Fe, como requisito numérico de mayoría.
Los conservadores buscaron atraer a los electores santafecinos. También Lisandro de la Torre. Yrigoyen, en cambio, se mantuvo intransigente y rehusó negociar con ellos, que finalmente votaron su fórmula haciéndolo Presidente.
Definida la cuestión, Ugarte vuelve a La Plata y espera la inevitable intervención federal a la provincia, que se produce en 1917, de manera que su mandato termina un año antes de lo previsto. Su gobernación terminará de forma abrupta El caudillo radical intervino la provincia de Buenos Aires por decreto del 24 de abril de 1917, la provincia de Corrientes por decreto del 23 de noviembre de 1917, la provincia de Mendoza por decreto del 24 de noviembre de 1917, la provincia de Córdoba por decreto, la provincia de La Rioja y la provincia de Santa Fe en diciembre; colocando en cada una de ellas a interventores radicales. 
Luego de varios años de inactividad política, fallece el 6 de agosto de 1929 en Buenos Aires, a los 74 años.